# Ratatouille (игра)
Ratatouille — игра-платформер 2007 года, разработанная Heavy Iron Studios и опубликованная THQ. Игра основана на мультфильме Pixar Рататуй.

## Геймплей
Игра состоит из исследования областей, прохождение уровней через препятствия и врагов, сбора звёзд, которые можно найти на каждом уровне, а также мини-игр.
На уровнях есть объекты, при полном сборе которых, улучшается крысиная колония, работающая как центр.
За прохождение уровней и миссий игроку начисляются очки «Гюсто», являющиеся игровой валютой.

## Сюжет
Игра повторяет сюжет мультфильма. Реми со своим братом Эмилем отправляется за сердцевинами яблок для своего отца. В пути Реми обучают основным навыкам, которые пригодятся ему в будущем. После выполнения задания пожилая женщина, живущая на ферме, ловит Реми и Эмиля, и прогоняет их вместе с колонией крыс. Реми успешно сбегает от женщины, но теряется в туннелях канализации и просыпается рядом с рестораном Гюсто. Затем он наблюдает, как мусорщик Лингвини пытается приготовить на кухне суп, но случайно портит его. Реми спешит и исправляет суп, но Лингвини замечает его и начинает погоню на улице. Но потом они становятся друзьями. На следующий день Реми помогает Лингвини готовить еду для клиентов, а также помогает своей колонии воровать еду с кухни. Затем шеф-повар Скиннер замечает Реми и начинает за ним погоню, которая заканчивается тем, что Реми находит письмо, которое доказывает право Лингвини унаследовать ресторан, что приводит к увольнению Скиннера.

## Разработка
6 ноября 2006 года Disney объявил, что планируется выпуск игры Ratatouille, по сюжету Рататуя. Несколько актёров из мультфильма озвучивали своих персонажей в игре.

## Критика
| Сводный рейтинг       | Сводный рейтинг | Сводный рейтинг | Сводный рейтинг | Сводный рейтинг | Сводный рейтинг | Сводный рейтинг | Сводный рейтинг | Сводный рейтинг | Сводный рейтинг | Сводный рейтинг |
| Издание               | Оценка          | Оценка          | Оценка          | Оценка          | Оценка          | Оценка          | Оценка          | Оценка          | Оценка          | Оценка          |
| Издание               | DS              | GBA             | GC              | PC              | PS2             | PS3             | PSP             | Wii             | Xbox            | Xbox 360        |
| --------------------- | --------------- | --------------- | --------------- | --------------- | --------------- | --------------- | --------------- | --------------- | --------------- | --------------- |
| GameRankings          | 67,70 %         | N/A             | N/A             | N/A             | 69,67 %         | N/A             | N/A             | 62,28 %         | N/A             | 59,32 %         |
| Metacritic            | 64/100          | 65/100          | 60/100          | 65/100          | 65/100          | 55/100          | 64/100          | 62/100          | 60/100          | 56/100          |
| Иноязычные издания    |                 |                 |                 |                 |                 |                 |                 |                 |                 |                 |
| Издание               | Оценка          | Оценка          | Оценка          | Оценка          | Оценка          | Оценка          | Оценка          | Оценка          | Оценка          | Оценка          |
| Издание               | DS              | GBA             | GC              | PC              | PS2             | PS3             | PSP             | Wii             | Xbox            | Xbox 360        |
| 1UP.com               | N/A             | N/A             | C               | N/A             | N/A             | N/A             | C               | C               | N/A             | N/A             |
| Eurogamer             | N/A             | N/A             | N/A             | N/A             | N/A             | N/A             | N/A             | N/A             | N/A             | 5/10            |
| Game Informer         | N/A             | N/A             | 5,5/10          | N/A             | 5,5/10          | N/A             | N/A             | 5,5/10          | N/A             | 6,75/10         |
| GameSpot              | 7/10            | 6,5/10          | 6/10            | 6/10            | 6/10            | N/A             | 6,5/10          | 6/10            | 6/10            | 4,5/10          |
| GameZone              | 6,5/10          | 5/10            | 6,1/10          | N/A             | 7,4/10          | 6,7/10          | 6,2/10          | 7,1/10          | N/A             | 6,6/10          |
| IGN                   | 7/10            | 7/10            | 6,5/10          | N/A             | 6,5/10          | 5,5/10          | 6,8/10          | 7/10            | N/A             | 5,5/10          |
| Nintendo Power        | N/A             | N/A             | N/A             | N/A             | N/A             | N/A             | N/A             | 7,5/10          | N/A             | N/A             |
| Nintendo World Report | 7/10            | N/A             | N/A             | N/A             | N/A             | N/A             | N/A             | 4/10            | N/A             | N/A             |
| OXM                   | N/A             | N/A             | N/A             | N/A             | N/A             | N/A             | N/A             | N/A             | N/A             | 5/10            |
| PALGN                 | 5,5/10          | N/A             | N/A             | 7/10            | N/A             | N/A             | N/A             | 5,5/10          | N/A             | N/A             |

Согласно сайту-агрегатору Metacritic Ratatouille получил «смешанные или средние» отзывы.
Алекс Наварро из GameSpot дал большинству версий игры 6/10. Наварро написал: «Между старыми версиями Ratatouille для консоли, ПК или Wii нет особой разницы. Версия на ПК, как и ожидалось, самая лучшая, а версия для PS2 оказалась самой унылой, хотя различия во всех отношениях незначительны», ещё он сказал: «Версия для ПК требует геймпада для хорошей игры». Наварро сказал, что геймплей игры хорош для молодых игроков, но слишком прост для старших. Также, что миссии немного скучные и повторяющиеся. Наварро написал: «Если ваш ребёнок хочет пережить приключения Реми, Ratatouille — неплохая игра, которую можно взять на прокат», а также: «Это игра удовлетворит молодого фаната фильма на несколько ленивых послеобеденных часов, а потом о ней сразу же забудут».
Джастин Дэвис из Modojo.com дал мобильной версии игры от THQ Wireless 3/5. Дэвис сказал, что игра похожа на игру Diner Dash, только её действия проходят на кухне, а не в столовой. При подачи напитков игрок роняет мясо на плиту, а руки Лингвини управляются независимо. Дэвис сказал, что игра была «приятным сюрпризом», но была слишком короткой и недостаточно глубокой. Луи Бедиджиан из GameZone дал мобильной версии игры 7,7/10, а IGN 7,5/10.

## Награды
Игра получила премию Энни в категории «Лучшая анимационная видеоигра».